# Azarias Londoño
Azarias Emmanuel Londoño González (Ciudad de Panamá, Panamá, 21 de junio de 2001) es un futbolista panameño que juega como delantero en Universidad Católica de la Serie A de Ecuador, cedido por el Alianza Fútbol Club.

## Trayectoria

### Alianza FC
Se formó en las inferiores del Alianza FC, su debut profesional con el club fue el 23 de noviembre de 2020 en la victoria 5 a 2 contra el CD Árabe Unido en el Estadio Javier Cruz en el que fue titular jugando hasta el minuto 46 y marcando 2 goles, en el Torneo Clausura 2020 jugó 5 partidos y anotó 2 goles llegando hasta los playoff, en el Torneo Apertura 2021 jugó 12 partidos.

### Universidad O&M FC
El 1 de mayo de 2023 fue cedido por parte del Alianza FC a la Universidad O&M FC de la Liga Dominicana de Futbol. Debutó con el club el 15 de mayo de 2021 en la victoria 11 a 1 contra el Flames United SC en el Estadio Olímpico Félix Sánchez saliendo de titular jugando hasta el minuto 75, con el club solo disputó 1 partido en el Campeonato de Clubes de la CFU 2021.

### Alianza FC
el 1 de octubre de 2021 fue anunciado su regreso al Alianza FC.jugó su primer partido después de su cesión el 20 de noviembre de 2021 en la derrota 3 a 1 contra el CD Plaza Amador en el Estadio Maracaná de Panamá saliendo de suplente entrando al minutó 46 por Ansony Frías, en el Torneo Clausura 2021 jugó 2 partidos llegando hasta las semifinales, salió campeón de la Superfinal de Liga Prom 2021 anotando gol en dicha superfinal, salió campeón del Torneo Apertura 2022 en donde jugó 18 partidos y anotó 3 goles, en el Torneo Clausura 2022 jugó 5 partidos y anotó 1 gol, no terminó el torneo porque fue cedido al Comunicaciones FC.

### Comunicaciones FC
El 18 de agosto de 2021, fue cedido por parte del Alianza FC al Comunicaciones FC de la Primera División de Guatemala. Su debut con el club fue el 1 de septiembre de 2022 contra el Deportivo Achuapa en el Estadio Doroteo Guamuch Flores saliendo de titular jugando todo el partido. En el Torneo Apertura 2022 jugó 14 partidos y anotó 2 goles llegando hasta semifinales, en el Torneo Clausura 2023 jugó 23 partidos y anotó 12 goles nuevamente llegando hasta semifinales, El 10 de julio fue anunciado su despedida del club.

### SCU Torreense
El 12 de julio de 2023 fue anunciado su cesión con el SCU Torreense de la Segunda División de Portugal, cedido por el Alianza FC. Debutó con el club el 16 de agosto de 2023 en la derrota 2 a 0 contra el CD Santa Clara en el Estadio de São Miguel saliendo de suplente entrando al minuto 67 por Nuno Campos. En la Segunda División de Portugal 2023-24 jugó 2 partidos y en la Liga Revelação 2023-24  jugó 3 partidos.

### Comunicaciones FC
El 7 de enero de 2024 fue anunciado su regreso al Comunicaciones FC, cedido por el Alianza FC. Disputó su primer partido tras su regreso el 20 de enero de 2024 en la victoria 3 a 0 contra el Deportivo Xinabajul en el Estadio Carlos Salazar Hijo siendo suplente entrando al minuto 69 por José Manuel Contreras.

## Selección nacional

### Categorías inferiores
El 23 de mayo de 2022, fue llamado a la selección sub-21 de Panamá para disputar el Torneo Maurice Revello de 2022 celebrado en Francia en donde jugó 3 partidos. Fue llamado a la selección Sub-23 de Panamá para disputar 2 partidos amistoso contra la selección Sub-23 de Paraguay.

### Selección absoluta
Debutó en un partido amistoso el 27 de septiembre de 2022  en la victoria 0 a 2 frente a  Baréin en el Estadio Nacional de Baréin siendo titular jugando hasta e minuto 70. En la Liga de Naciones de la Concacaf 2022-23 jugó 1 partido quedando de cuarto lugar, en la Copa Oro 2023 quedó subcampeón jugando 2 partidos.

### Participaciones en selección nacional
| Copa                        | Categoría | Sede           | Resultado    | Partidos | Goles |
| --------------------------- | --------- | -------------- | ------------ | -------- | ----- |
| Torneo Maurice Revello 2022 | Sub-21    | Francia        | 7.º lugar    | 3        | 0     |
| Liga de Naciones 2022-23    | Mayor     | Concacaf       | Cuarto lugar | 1        | 0     |
| Copa Oro 2023               | Mayor     | Estados Unidos | Subcampeón   | 2        | 0     |

## Clubes
| Club                 | País                 | Año       |
| -------------------- | -------------------- | --------- |
| Alianza FC           | Panamá               | 2018-2021 |
| Universidad O&M FC   | República Dominicana | 2021      |
| Alianza FC           | Panamá               | 2021-2022 |
| Comunicaciones FC    | Guatemala            | 2022-2023 |
| SCU Torreense        | Portugal             | 2023      |
| Comunicaciones FC    | Guatemala            | 2024      |
| Universidad Católica | Ecuador              | 2025-act. |

## Palmarés

### Títulos nacionales
| Título                     | Club          | País   | Año    |
| -------------------------- | ------------- | ------ | ------ |
| Superfinal de la Liga Prom | Alianza FC II | Panamá | 2021   |
| Primera División           | Alianza FC    | Panamá | 2022-A |